# Dryf memetyczny
Dryf memetyczny to według memetyki zmiany dokonujące się w memach w trakcie przekazywania ich od jednej osoby do innej. Istnieje niewiele memów posiadających dużą bezwładność, która w tym kontekście oznacza zdolność memu do zachowania sposobu wyrażania i siły wpływu, niezależnie od osoby przyjmującej lub przekazującej idee. Dryf memetyczny nasila się, gdy memy przekazywane są w sposób niezręczny. Bezwładność może zostać wzmocniona przez użycie rymów lub innych metod mnemonicznych przed przekazaniem memu.
Pojęcie to występuje w Leksykonie memetycznym Glenna M. Granta, gdzie wskazano na autorstwo Keitha Hensona. Grant napisał opowiadanie s-f Memetic drif.